# Villa Rica (Kolumbia)
Villa Rica – miasto w Kolumbii, w departamencie Cauca.